# Diocesi di Azul
La diocesi di Azul (in latino Dioecesis Azulensis) è una sede della Chiesa cattolica in Argentina suffraganea dell'arcidiocesi di La Plata. Nel 2022 contava 445.392 battezzati su 523.873 abitanti. È retta dal vescovo Hugh Manuel Salaberry Goyeneche, S.I.

## Territorio
La diocesi comprende quattordici distretti della provincia di Buenos Aires: Ayacucho, Azul, Benito Juárez, Bolívar, General Alvear, General La Madrid, Laprida, Las Flores, Olavarría, Rauch, Roque Pérez, Saladillo, Tandil e Tapalqué.
Sede vescovile è la città di Azul, dove si trova la cattedrale di Nostra Signora del Rosario.
Il territorio si estende su 64.510 km² ed è suddiviso in 42 parrocchie.

## Storia
La diocesi è stata eretta il 20 aprile 1934 con la bolla Nobilis Argentinae nationis di papa Pio XI, ricavandone il territorio dall'arcidiocesi di La Plata.
L'11 febbraio 1957 ha ceduto una porzione del suo territorio a vantaggio dell'erezione della diocesi di Nueve de Julio.
Il 2 agosto 1957, con la lettera apostolica Ecclesiae filii, papa Pio XII ha proclamato la Beata Maria Vergine del Santissimo Rosario patrona principale della diocesi, e San Serapione martire patrono secondario.

## Cronotassi dei vescovi
Si omettono i periodi di sede vacante non superiori ai 2 anni o non storicamente accertati.
- César Antonio Cáneva † (13 settembre 1934 - 25 maggio 1953 deceduto)
- Antonio José Plaza † (28 agosto 1953 - 14 novembre 1955 nominato arcivescovo di La Plata)
- Manuel Marengo † (22 settembre 1956 - 14 aprile 1982 ritirato)
- Emilio Bianchi di Cárcano † (14 aprile 1982 - 24 maggio 2006 ritirato)
- Hugh Manuel Salaberry Goyeneche, S.I., dal 24 maggio 2006

## Statistiche
La diocesi nel 2022 su una popolazione di 523.873 persone contava 445.392 battezzati, corrispondenti all'85,0% del totale.
| anno | popolazione | popolazione | popolazione | presbiteri | presbiteri | presbiteri | presbiteri                | diaconi | religiosi | religiosi | parrocchie |
| anno | battezzati  | totale      | %           | numero     | secolari   | regolari   | battezzati per presbitero | diaconi | uomini    | donne     | parrocchie |
| ---- | ----------- | ----------- | ----------- | ---------- | ---------- | ---------- | ------------------------- | ------- | --------- | --------- | ---------- |
| 1950 | 600.000     | 680.000     | 88,2        | 67         | 49         | 18         | 8.955                     |         | 38        | 257       | 31         |
| 1959 | 320.000     | 334.948     | 95,5        | 82         | 62         | 20         | 3.902                     |         | 21        | 264       | 27         |
| 1965 | 320.000     | 366.000     | 87,4        | 97         | 70         | 27         | 3.298                     |         | 71        | 213       | 40         |
| 1970 | 320.000     | 366.000     | 87,4        | 96         | 72         | 24         | 3.333                     |         | 66        | 143       | 40         |
| 1976 | 354.480     | 393.867     | 90,0        | 77         | 45         | 32         | 4.603                     |         | 65        | 169       | 41         |
| 1980 | 435.000     | 486.000     | 89,5        | 68         | 43         | 25         | 6.397                     | 1       | 53        | 165       | 41         |
| 1990 | 391.000     | 427.000     | 91,6        | 65         | 44         | 21         | 6.015                     | 1       | 48        | 168       | 41         |
| 1999 | 450.000     | 470.000     | 95,7        | 71         | 49         | 22         | 6.338                     | 4       | 37        | 77        | 42         |
| 2000 | 420.000     | 470.000     | 89,4        | 72         | 50         | 22         | 5.833                     | 9       | 37        | 77        | 42         |
| 2001 | 420.000     | 470.000     | 89,4        | 72         | 50         | 22         | 5.833                     | 10      | 37        | 77        | 42         |
| 2002 | 412.714     | 463.723     | 89,0        | 70         | 51         | 19         | 5.895                     | 13      | 33        | 92        | 41         |
| 2003 | 412.714     | 463.723     | 89,0        | 70         | 49         | 21         | 5.895                     | 15      | 41        | 89        | 41         |
| 2004 | 412.714     | 463.723     | 89,0        | 69         | 49         | 20         | 5.981                     | 20      | 35        | 85        | 41         |
| 2006 | 412.714     | 463.723     | 89,0        | 70         | 48         | 22         | 5.895                     | 21      | 33        | 87        | 41         |
| 2012 | 428.000     | 504.000     | 84,9        | 50         | 41         | 9          | 8.560                     | 24      | 23        | 75        | 43         |
| 2015 | 441.000     | 518.500     | 85,1        | 52         | 40         | 12         | 8.480                     | 25      | 25        | 67        | 43         |
| 2018 | 428.580     | 532.400     | 80,5        | 54         | 41         | 13         | 7.936                     | 25      | 25        | 76        | 43         |
| 2020 | 437.185     | 543.020     | 80,5        | 50         | 41         | 9          | 8.743                     | 28      | 20        | 85        | 43         |
| 2022 | 445.392     | 523.873     | 85,0        | 49         | 38         | 11         | 9.089                     | 27      | 18        | 49        | 42         |